# Alfred Noyes
Alfred Noyes (Wolverhampton, Anglaterra, 16 de setembre del 1880 - 28 de juny del 1958) fou un poeta anglès, conegut sobretot per les seves balades The Highwayman i The Barrel Organ.
Alfred era fill d'Alfred i Amelia Adams Noyes. Estudià a l'Exeter College, de la Universitat d'Oxford, i abandonà els estudis abans d'obtenir el títol. Amb vint-i-un anys publicà la seva primera col·lecció de poemes, The Loom Years. Des del 1903 fins al 1908 Noyes publicà cinc volums de poesia, incloent-hi The Forest of Wild Thyme i The Flower of Old Japan and Other Poems.
El 1907 es casà amb Garnett Daniels. Tingué l'oportunitat d'ensenyar literatura anglesa a la Universitat de Princeton, on ensenyà des del 1914 fins al 1923. La seva dona morí el 1926, la qual cosa influí en la seva conversió al catolicisme romà. Escrigué sobre aquesta conversió a The Unknown God, publicat el 1934. Més endavant, Noyes es casà amb Mary Angela Mayne Weld-Blundell, d'una família catòlica. Tingueren tres fills, Henry, Veronica i Margaret.
Més endavant començà a dictar la seva obra, a causa de la seva ceguera. El 1953 publicà la seva autobiografia, Two Worlds for Memory.
Morí amb setanta-set anys, i fou enterrat a l'illa de Wight. Escrigué aproximadament seixanta llibres, incloent-hi poesia, novel·les i narracions curtes. La seva poesia es dedica al patriotisme i als herois de guerra, en un sentit semblant al de Rudyard Kipling; reflecteix la seva afecció per la natura, el seu respecte envers els aventurers i exploradors, i la seva fe en Déu.